# Gilles Cioni
Gilles Cioni (* 14. června 1984, Bastia, Korsika, Francie) je francouzský fotbalový obránce, který momentálně působí v korsickém klubu SC Bastia. Hraje na postu pravého beka.